# NGC 1115
NGC 1115 je galaksija u zviježđu Ovan.

## Vanjske poveznice
- SEDS: NGC 1115